# سوفی اوکوندو
سوفی اوکوندو CBE (انگلیسی: Sophie Okonedo؛ زادهٔ ۱۱ اوت ۱۹۶۸) بازیگر و گویندهٔ بریتانیایی است. او یک جایزهٔ تونی برنده شده، نامزد یک جایزهٔ اسکار، سه جایزه تلویزیونی بفتا، یک جایزه گلدن گلوب و یک جوایز امی ساعات پربیننده بوده‌است.
اوکوندو کار سینمایی خود را در درام بریتانیایی شورشیان روح جوان (۱۹۹۱) آغاز کرد و بعدها در فیلم‌های ایس ونچورا: هنگامی که طبیعت فرا می‌خواند (۱۹۹۵) و چیزهای زیبای کثیف (۲۰۰۲) حضور یافت. بازی موفقیت‌آمیز او در سال ۲۰۰۴ اتفاق افتاد، که در آن زمان او در فیلم هتل رواندا نقش همسر مدیر هتل را به تصویر کشید. برای این نقش، او دومین زن سیاهپوست بریتانیایی شد که نامزد جایزه اسکار بهترین بازیگر نقش مکمل زن شد. او بعداً نامزد جایزه گلدن گلوب برای مینی سریال سونامی: پس از آن (۲۰۰۶) و نامزدی جایزه بفتا برای سریال درام عدالت جنایی (۲۰۰۹) و فیلم تلویزیونی خانم ماندلا (۲۰۱۰) شد. از دیگر نقش‌های سینمایی او می‌توان به ایان فلاکس (۲۰۰۵)، پوست (۲۰۰۸)، زندگی مخفی زنبورها (۲۰۰۸) و کریستوفر رابین (۲۰۱۸) اشاره کرد.
روی صحنه، اوکوندو در نقش کرسیدا در تولید تئاتر ملی سلطنتی ترویلوس و کرسیدا در سال ۱۹۹۹ بازی کرد. او اولین بازی خود را در برادوی در سال ۲۰۱۴ در احیای مویزی در آفتاب انجام داد و نامزدی جایزه درام دسک را برای بهترین بازیگر نقش اول زن در یک نمایشنامه دریافت کرد و جایزه تونی را برای بهترین بازیگر نقش اول زن در نمایشنامه برای ایفای نقش روث یانگر دریافت کرد.

## اوایل زندگی
اوکوندو در ۱۱ اوت ۱۹۶۸ در لندن، دختر جوآن (با نام خانوادگی آلمن)، یک معلم پیلاتس یهودی از شرق لندن و هنری اوکوندو (۱۹۳۹–۲۰۰۹)، یک نیجریه ای بریتانیایی که برای دولت کار می‌کرد، به دنیا آمد. پدربزرگ و مادربزرگ مادری اوکوندو که به زبان ییدیش صحبت می‌کردند، از خانواده‌هایی بودند که از لهستان و روسیه مهاجرت کرده بودند. اوکوندو با ایمان یهودی مادرش بزرگ شد.
اوکوندو در املاک چالکیل، بخشی از منطقه پارک ومبلی در منطقه برنت لندن بزرگ شد.

## فیلم‌شناسی
| به فیلم‌هایی اشاره دارد که هنوز اکران نشده‌اند | به فیلم‌هایی اشاره دارد که هنوز اکران نشده‌اند |

| سال  | عنوان                                   | نقش                | یادداشت‌ها  |
| ---- | --------------------------------------- | ------------------ | ---------- |
| ۱۹۹۱ | شورشیان روح جوان                        | تریسی              |            |
| ۱۹۹۵ | الان برو                                | پائولا             |            |
| ۱۹۹۵ | ایس ونچورا: هنگامی که طبیعت فرا می‌خواند | شاهدخت واچاتی      |            |
| ۱۹۹۷ | شغال                                    | دختر جامائیکایی    |            |
| ۱۹۹۹ | عشق امسال                               | دنیس               |            |
| ۱۹۹۹ | گاوهای دیوانه                           | رزی                |            |
| ۲۰۰۰ | هلوها                                   | پیپا               |            |
| ۲۰۰۲ | چیزهای زیبای کثیف                       | ژولیت              |            |
| ۲۰۰۳ | به قلبم قسم                             | مارسی              |            |
| ۲۰۰۴ | هتل رواندا                              | تاتیانا روساباگینا |            |
| ۲۰۰۵ | ایان فلاکس                              | سیتاندرا           |            |
| ۲۰۰۶ | تندرشکن                                 | خانم جونز          |            |
| ۲۰۰۶ | صحنه‌های یک ماهیت جنسی                   | آنا                |            |
| ۲۰۰۷ | کودک مریخی                              | سوفی               |            |
| ۲۰۰۸ | زندگی مخفی زنبورها                      | می بوترایت         |            |
| ۲۰۰۸ | پوست                                    | ساندرا لینگ        |            |
| ۲۰۱۳ | پس از زمین                              | فایا رایگه         |            |
| ۲۰۱۴ | کتاب جنگ                                | فیلیپا             |            |
| ۲۰۱۸ | کریستوفر رابین                          | کانگا (صدا)        |            |
| ۲۰۱۸ | رز وحشی                                 | سوزانا             |            |
| ۲۰۱۹ | پسر جهنمی                               | لیدی هاتون         |            |
| ۲۰۲۲ | مرگ بر روی نیل                          | سالومه اوتربورن    |            |
| ۲۰۲۲ | طوفان بی‌نهایت                           |                    | پس تولید   |
| ۲۰۲۲ | ریموند و ری                             | کیرا               | پس تولید   |
| TBA  | قلب سنگی                                |                    | فیلمبرداری |